# Автоном
Свети Автоном је био епископ у Италији у време цара Диоклецијана. У време прогона хришћана Св. Антоном је побегао у Витанију, у место Сореос. Тамо је живео дуго, проповедајући Христа и обраћајући многе незнабошце у хришћанску веру. Живео је у кући хришћанина Корнелија, кога је касније посветио најпре за презвитера а по том и за епископа. Заједно су саградили цркву посвећену Светом архангелу Михаилу, где су обојица служили. 
Након тога живео је неко време у Ликаонији и Исаврији, проповедајући Јеванђеље, да би се поново братио у Витанију.
Када је цар Диоклецијан започео прогон хришћана у Никомидији, Свети Автоном нашао је склониште у граду Клавдиопољу, на обали Црнога Мора где је успешно проповедао хришћанство. По престанку прогона вратио се у Сореос.
Страдао је у време служења литургије у светом олтару од стране идилопоклоника из околине Сореоса и Лимне.
На месту где је сахрањен саграђена је црква њему у помен, након што су његове мошти откопане у земљи читаве и потпуно нетрулежне 200 година након његове смрти.
Правиославна црква прославља га 24. септембра (11. септембра по Јулијанском календару).
Велики део овог текста је преузет из охридског пролога Светог владике Николаја Велимировића. Он не подлеже ауторским правима